# Koșnița, Smolean
Koșnița (în bulgară Кошница) este un sat în comuna Smolean, regiunea Smolean,  Bulgaria. 

## Demografie
Componența etnică a satului Koșnița
     Bulgari (59,25%)
     Nicio identificare (33,33%)
     Altele (7,4%)
La recensământul din 2011, populația satului Koșnița era de 81 locuitori. Din punct de vedere etnic, majoritatea locuitorilor (59,25%) erau bulgari. Pentru 33,33% din locuitori nu este cunoscută apartenența etnică.